# Военно-морские силы Азербайджана
Военно-морские силы Азербайджана (азерб. Azərbaycan Hərbi Dəniz Qüvvələri) — один из видов вооружённых сил Азербайджана.
По данным Международного института стратегических исследований, на 2005 год численность ВМC Азербайджана составляла 4000 человек. По данным на 2020 год численность ВМC Азербайджана составляет 2200 человек. Основная задача ВМС Азербайджанской Республики — защита территориальных вод государства.

## История

### Военная флотилия на Каспийском море
Впервые попытка создания военной флотилии на Каспийском море приходится на 1667 год, когда началось строительство корабля «Орел» и других кораблей и судов.
В 1721 году после победы в Северной войне Пётр I начал подготовку к походу на Каспий с целью расширить торговые связи России с восточными странами, восстановив балтийско-каспийский водный путь. Составлялись первые карты моря. Для похода было построено 59 судов.
В июне 1723 из Астрахани вышла Каспийская флотилия (20 судов, 4 тыс. человек) под командованием генерал-майора М. А. Матюшкина для взятия Баку. В сентябре 1723 года в Санкт-Петербурге был заключен мирный договор с Ираном, по которому к России в вечное владение отходили Дербент, Баку с прилегающими к ним землями, провинции Гилян, Мазендеран и Астрабад. К концу похода флотилия насчитывала 80 кораблей и судов. После смерти Петра I военные действия были приостановлены и флотилия пришла в упадок.
В 1813 году был подписан Гюлистанский мирный договор, по которому территория Азербайджана была разделена; к России отошли Грузия, Дагестан и Северный Азербайджан, а к Ирану — Южный Азербайджан. Право держать военный флот на Каспийском море предоставлялось только России.
В период русско-иранской войны 1826—1828 гг. Каспийская флотилия под командованием генерал-майора П. Г. Орловского оказывала русской Кавказской армии существенную помощь. Война закончилась Туркменчайским договором, по которому часть Каспийского побережья до р. Астара переходили к России и подтверждалось исключительное право держать военные суда на Каспии.
К 1828 году флотилия состояла из 14 кораблей, 6 транспортов и 12 вспомогательных судов (2 из них паровые).
В русско-турецкую войну 1828-1829 корабли флотилии доставляли к западным берегам Каспия подкрепления и грузы для русской армии, действовавшей в Закавказье.
С 1867 году главной базой флотилии становится Баку.
В Ахал-Текинской экспедиции (апрель 1880 — март 1881) генерала М. Д. Скобелева важную роль сыграл отряд моряков Каспийской флотилии под командованием капитана 2 ранга С. О. Макарова. Моряки отряда, артиллеристы морской батареи и минёры подрывной команды отличились во время штурма крепости Геок-Тепе.
В 1867 году в Баку из Астрахани была переведена главная база российской Каспийской военной флотилии. После распада Российской империи корабли Каспийской военной флотилии перешли под контроль правительства Центрокаспия.

### Красный флот Советского Азербайджана
Весной 1920 года азербайджанские ВМС поддержали местных большевиков, свергших власть мусаватистов, и были переименованы в Красный флот Советского Азербайджана, который возглавил Чингиз Ильдрым. 1 мая корабли Волжско-Каспийской военной флотилии вошли в Баку, где вскоре был образован Каспийский военный флот в составе 3 вспомогательных крейсеров, 10 миноносцев, 4 подводных лодок и других кораблей.
Красный флот Советского Азербайджан был создан декретом Азревкома от 7 мая. Он состоял из 1 крейсера, 2 канонерских лодок, 1 заградителя и 5 посыльных судов. 18 мая корабли Волжско-Каспийской и Азербайджанской флотилий и десантные отряды заняли Энзели, захватив также уведённые белогвардейцами и интервентами корабли и суда.
20 мая Красный флот Советского Азербайджан был объединён с Волжско-Каспийской военной флотилией. Согласно БСЭ Каспийская военный флот и Красный флот Советского Азербайджана в июле были объединены в Морские силы Каспийского моря, переименованные 27 июня 1931 года в Каспийскую флотилию ВМС СССР. Российский военный специалист Александр Широкорад отмечает, что Азербайджанский флот прекратил своё существование не ранее 1921 года.

### Независимый Азербайджан

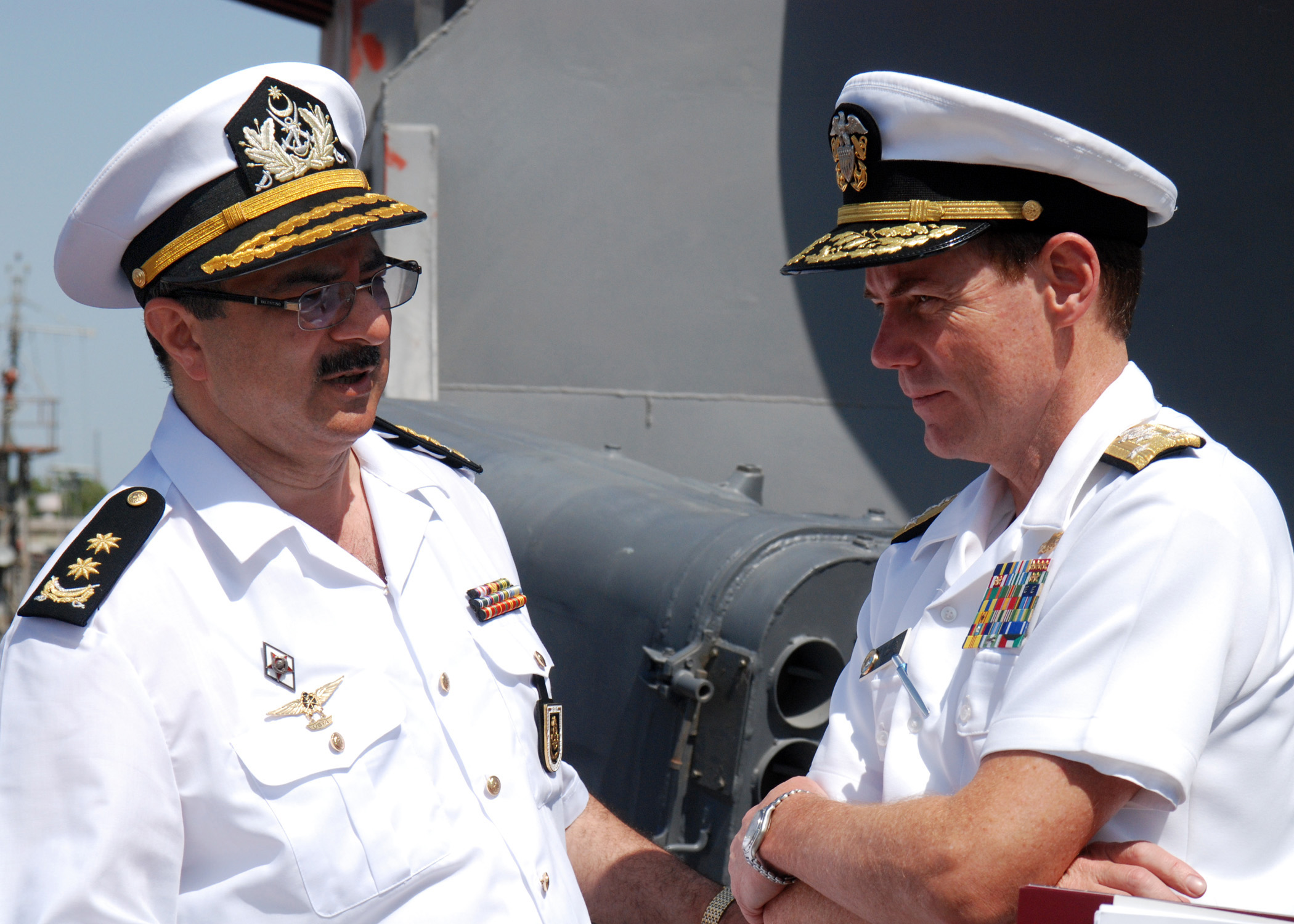
Встреча Командующий ВМС Азербайджана вице-адмирала Шахина Султанова с вице-адмиралом Кэвином Косгриффом командующим ВМС США в 2008 году

После распада Советского Союза был произведён раздел имущества Каспийской флотилии между Россией, Азербайджаном, Казахстаном и Туркменистаном. Летом 1992 года завершился раздел Каспийской флотилии, в результате чего под командование министерства обороны Азербайджана перешло 30 % плавучей и 100 % береговой базы Каспийской флотилии. Азербайджанским ВМС достались сторожевой корабль «Бакинец» (проект 159A), ракетный катер (проект 205У), два артиллерийских катера (проект 205 М), патрульный катер (проект 1400М), три базовых (проект 12650) и два рейдовых (проект 1258) тральщика, три малых (проект 770Т и 770МА) и средний (проект 771А) десантных корабля, гидрографическое судно «Резонанс» и другие плавсредства.
Турция намерена принять участие в модернизации Военно-морских сил Азербайджана.
По данным на 4.8.2014 Азербайджан отправил свои сверхмалые подводные лодки проекта 908 «Тритон-2» на ремонт в Хорватию, на верфь компании «Adria Mar».

## Организационный состав
Организационно в состав ВМС Азербайджана входят:
Главный штаб
- Бригада надводных кораблей
  - Дивизион охраны водного района[8]
  - Дивизион десантных кораблей[8]
  - Дивизион тральщиков[8]
  - Дивизион поисково-спасательных судов[8]
  - Дивизион учебных судов[8]
- Бригада патрульных кораблей
- Морская пехота
- Морская диверсионно-разведывательная бригада
- Резерв
  - Береговая охрана Азербайджана (подразделение Государственной пограничной службы Азербайджана)
    - Бригада патрульных кораблей
- Мобилизационный резерв
  - Торговый флот Азербайджана
- Учебные заведения
  - Азербайджанское высшее военно-морское училище — подготовка офицерских кадров флота и морских частей пограничных войск.
  - Учебный центр ВМС Азербайджана — подготовка мичманов и старшин контрактной службы.

## Пункты базирования
- ВМБ Баку (Главный штаб ВМС).
- ВМБ Зых (морская пехота)

## Боевой состав

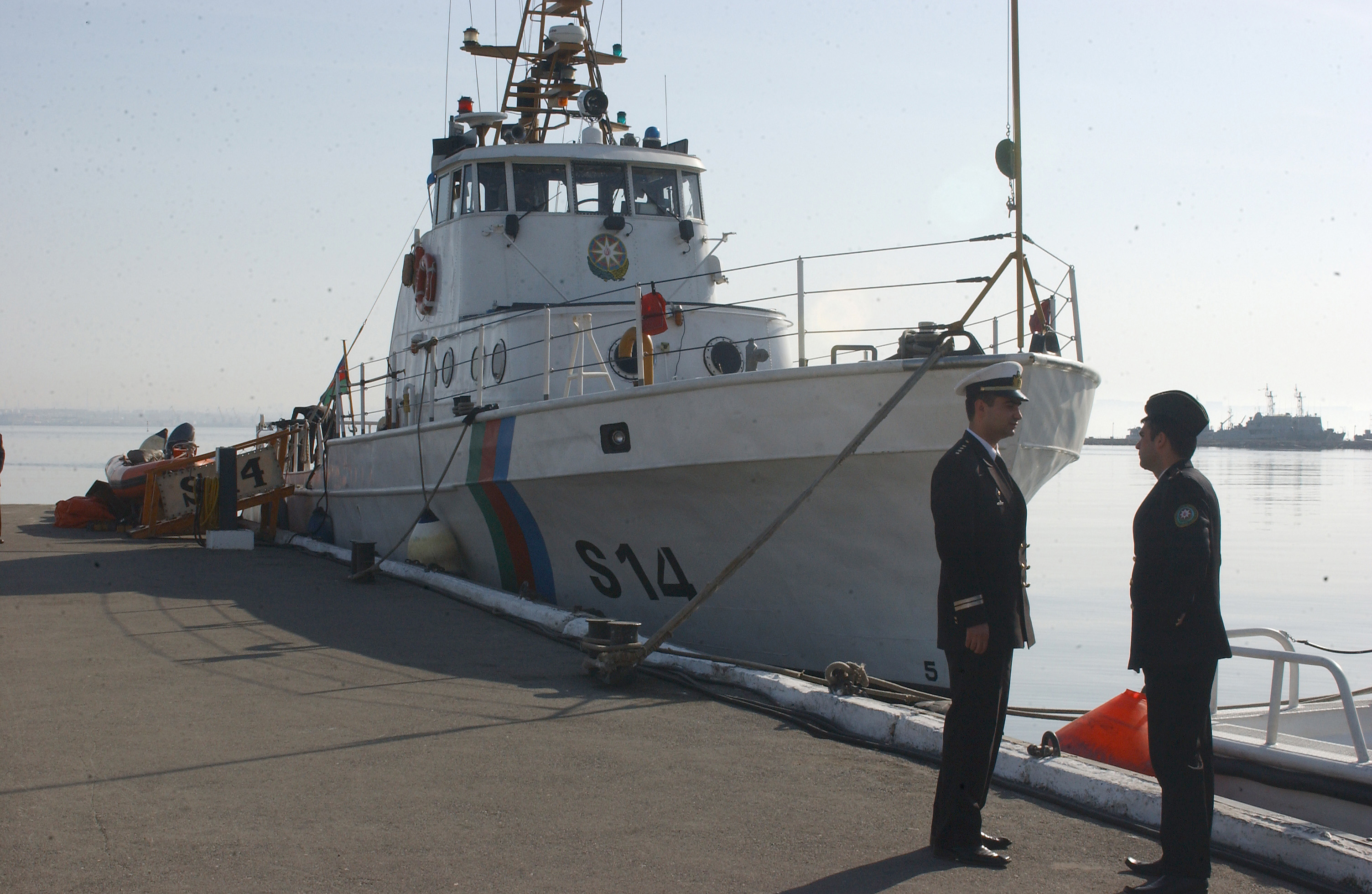

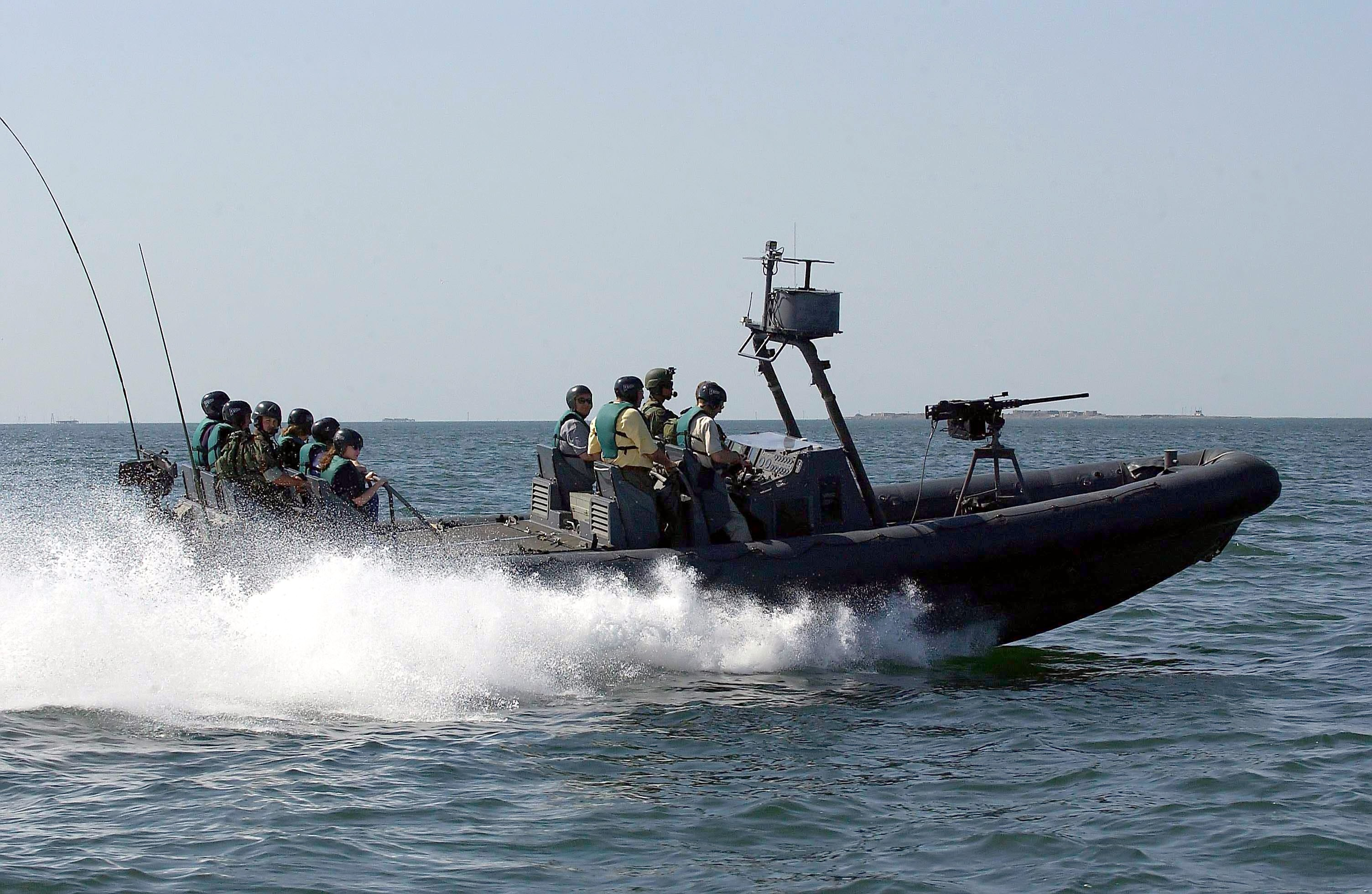
Катер береговой охраны

Сторожевые корабли Береговой охраны Государственной пограничной службы Азербайджана в Бакинской бухте 25 июня 2013 года

По состоянию на 2006 год в составе ВМС числилось:

### Военно-морской флот
[уточнить]
| Тип                                                             | Бортовой номер     | Наименование       | В составе флота    | Состояние          | Примечания                                                    |
| Сторожевые корабли                                              | Сторожевые корабли | Сторожевые корабли | Сторожевые корабли | Сторожевые корабли | Сторожевые корабли                                            |
| --------------------------------------------------------------- | ------------------ | ------------------ | ------------------ | ------------------ | ------------------------------------------------------------- |
| сторожевой корабль проекта 159А                                 | G121               | Qusar              | нет данных         | в строю            |                                                               |
| ракетный катер проекта 205П                                     | G122               | нет данных         | нет данных         | в строю            | передан из состава БОХР                                       |
| ракетный катер проекта 205П                                     | G123               | нет данных         | нет данных         | в строю            | передан из состава БОХР                                       |
| ракетный катер проекта 205П                                     | G124               | нет данных         | нет данных         | в строю            | передан из состава БОХР                                       |
| Нефтегаз                                                        | G130               | нет данных         | нет данных         | в строю            | передан из состава БОХР S-007                                 |
| подводные лодки                                                 |                    |                    |                    |                    |                                                               |
| Сверхмалая подводная лодка пр. 908, шифр «Тритон-2»             |                    |                    | нет данных         | в строю            | ранее служила в Каспийской флотилии ВМФ СССР под именем В-485 |
| Пограничные корабли и катера                                    |                    |                    |                    |                    |                                                               |
| Корабль вихрь                                                   | S-001              | нет данных         | нет данных         | в строю            | бывший S-701,                                                 |
| Корабль нефтегаз                                                | S-002              | нет данных         | нет данных         | в строю            | бывший S-009                                                  |
| Корабль нефтегаз                                                | S-010              | нет данных         | нет данных         | в строю            | бывший S-003                                                  |
| сторожевой катер типа Point                                     | S14                | нет данных         | нет данных         | в строю            |                                                               |
| ракетный катер проекта 205У                                     | S-008              | нет данных         | нет данных         | в строю            | бывший РКА «Р-173»                                            |
| ракетный катер проекта 205П                                     | S-007              | нет данных         | нет данных         | в строю            |                                                               |
| катер                                                           | S-11               | нет данных         | нет данных         | в строю            |                                                               |
| катер                                                           | S-12               | нет данных         | нет данных         | в строю            |                                                               |
| катер                                                           | S-14               | нет данных         | нет данных         | в строю            |                                                               |
| катер                                                           | S-15               | нет данных         | нет данных         | в строю            |                                                               |
| катер Shaldag Mk V                                              | S-301              | нет данных         | нет данных         | в строю            | спуск 2014. Судостроительный завод в поселке Тюркан.          |
| катер Shaldag Mk V                                              | S-302              | нет данных         | нет данных         | в строю            | спуск 2014. Судостроительный завод в поселке Тюркан.          |
| катер Shaldag Mk V                                              | S-303              | нет данных         | нет данных         | в строю            |                                                               |
| катер Shaldag Mk V                                              | S-304              | нет данных         | нет данных         | в строю            |                                                               |
| катер Shaldag Mk V                                              | S-305              | нет данных         | нет данных         | в строю            |                                                               |
| катер Shaldag Mk V                                              | S-306              | нет данных         | нет данных         | в строю            | спуск 07 сентября 2015 года                                   |
| катер Saar 4.5                                                  | S-201              | нет данных         | нет данных         | в строю            | спуск 07 сентября 2015 года                                   |
| катер Saar 4.5                                                  | S-202              | нет данных         | нет данных         | в строю            | спуск 13 июня 2016 года                                       |
| катер Saar 4.5                                                  | S-203              | нет данных         | нет данных         | в строю            | спуск 13 января 2017 года                                     |
| катер Saar 4.5                                                  | S-204              | нет данных         | нет данных         | в строю            | спуск 23 августа 2017 года                                    |
| Сторожевые катера                                               |                    |                    |                    |                    |                                                               |
| сторожевой катер проекта 1388Р                                  | P212               | нет данных         | нет данных         | в строю            | бывший корабль радиационно-химической разведки (КРХ-1)        |
| сторожевой катер проекта 368Т                                   | P219               | нет данных         | нет данных         | в строю            |                                                               |
| сторожевой катер проекта 1400М                                  | P222               | нет данных         | нет данных         | в строю            | бывший АК-55                                                  |
| патрульный катер типа AB-25 («Тюрк»)                            | P223               | нет данных         | нет данных         | в строю            | бывший турецкий АВ-34                                         |
| Минные тральщики                                                |                    |                    |                    |                    |                                                               |
| базовый тральщик проекта 1265                                   | M325               | нет данных         | нет данных         | в строю            |                                                               |
| базовый тральщик проекта 1265                                   | M326               | нет данных         | нет данных         | в строю            |                                                               |
| рейдовый тральщик проекта 1258                                  | M327               | нет данных         | нет данных         | в строю            |                                                               |
| рейдовый тральщик проекта 1258                                  | M328               | нет данных         | нет данных         | в строю            |                                                               |
| Десантные корабли                                               |                    |                    |                    |                    |                                                               |
| малый десантный корабль проекта 771A                            | D433               | нет данных         | нет данных         | в строю            | бывший СДК-107                                                |
| малый десантный корабль проекта 771A                            | нет данных         | нет данных         | нет данных         | в строю            |                                                               |
| малый десантный корабль проекта 771A                            | нет данных         | нет данных         | нет данных         | в строю            |                                                               |
| малый десантный корабль проекта 770                             | D431               | нет данных         | нет данных         | в строю            | бывший СДК-36                                                 |
| малый десантный корабль проекта 770                             | D432               | нет данных         | нет данных         | в строю            | бывший СДК-37                                                 |
| малый десантный корабль проекта 770                             | нет данных         | нет данных         | нет данных         | в строю            |                                                               |
| малый десантный корабль проекта 106К                            | D435               | нет данных         | нет данных         | в строю            |                                                               |
| малый десантный корабль проекта 106К                            | D436               | нет данных         | нет данных         | в строю            |                                                               |
| малый десантный корабль проекта 106К                            | нет данных         | нет данных         | нет данных         | в строю            |                                                               |
| Десантный катер 1785                                            | D-437              | нет данных         | нет данных         | в строю            | бывший Д-603                                                  |
| Десантный катер 1785                                            | D-438              | нет данных         | нет данных         | в строю            |                                                               |
| Танкеры                                                         |                    |                    |                    |                    |                                                               |
| рейдовый танкер пр.1844                                         | Т752               | нет данных         | нет данных         | в строю            |                                                               |
| танкер пр.5                                                     | Т755               | нет данных         | нет данных         | в строю            |                                                               |
| Вспомогательные корабли и суда                                  |                    |                    |                    |                    |                                                               |
| корабль управления проекта 888                                  | Т710               | нет данных         | нет данных         | в строю            |                                                               |
| Морской буксир пр. А-202                                        | А640               | нет данных         | нет данных         | в строю            |                                                               |
| малое кабельное судно финского проекта 1172                     | T750               | нет данных         | нет данных         | в строю            | бывшее «Эмба»                                                 |
| сборщик пр.1582                                                 | T754               | нет данных         | нет данных         | в строю            |                                                               |
| рейдовый буксир пр. 737 Л                                       | T757               | нет данных         | нет данных         | в строю            |                                                               |
| буксир пр.73/433                                                | Т757               | нет данных         | нет данных         | в строю            |                                                               |
| рейдовый буксир пр. 9.8057 постройки ГДР                        | T758               | нет данных         | нет данных         | в строю            |                                                               |
| Водолазное морское судно пр. 522                                | A642               | нет данных         | нет данных         | в строю            |                                                               |
| Противопожарный катер проекта 364                               | A 643              | нет данных         | нет данных         | в строю            |                                                               |
| противопожарный катер проекта 364                               | A 644              | нет данных         | нет данных         | в строю            |                                                               |
| судно обеспечения глубоководных водолазных работ проекта 10470, | A 671              | нет данных         | нет данных         | в строю            | бывшее «Свияга»                                               |
| судно проекта 872                                               | Н 510              | нет данных         | нет данных         | в строю            |                                                               |
| судно проекта 872                                               | Н 511              | нет данных         | нет данных         | в строю            | бывшее «Свияга»                                               |
| малое гидрографическое судно проекта 871                        | H 561              | нет данных         | нет данных         | в строю            | быв. советское «Резонанс»)                                    |
| катер пр. СК620                                                 | A 649              | нет данных         | нет данных         | в строю            |                                                               |
| катер пр.376                                                    | P 201              | нет данных         | нет данных         | в строю            |                                                               |
| Учебные корабли                                                 |                    |                    |                    |                    |                                                               |
| нет данных                                                      | нет данных         | нет данных         | нет данных         | в строю            |                                                               |

Бортовые номера всех сторожевых кораблей ВМС Азербайджана начинаются на букву G, десантных кораблей — D, патрульных катеров — P, вспомогательных судов — T.

### Морская пехота
В состав ВМС входит 1 батальон морской пехоты и морской диверсионно-разведывательный центр специального назначения – войсковая часть 641 (отряд боевых пловцов) 

### Формирования СпН (спецназа) ВМС
- Отряд подводного нападения ВМС Азербайджана
- Отряд подводной обороны ВМС Азербайджана

## Флаги кораблей и судов
| Флаг                                      | Гюйс       | Вымпел боевых кораблей |
| ----------------------------------------- | ---------- | ---------------------- |
|                                           | нет данных |                        |
| Флаг вспомогательных кораблей и судов ВМС |            |                        |
|                                           |            |                        |

### Флаги должностных лиц
| Президент Азербайджана                 | Главнокомандующий ВМС                     | Начальник Главного штаба ВМС   | Командир группы кораблей |
| -------------------------------------- | ----------------------------------------- | ------------------------------ | ------------------------ |
|                                        |                                           |                                |                          |
| Брейд-вымпел командира группы кораблей | Брейд-вымпел командира дивизиона кораблей | Брейд-вымпел старшего на рейде |                          |
|                                        |                                           |                                |                          |

## Знаки различия

#### Адмиралы и офицеры
| Категории               | Адмирал | Адмирал       | Адмирал       | Старшие офицеры          | Старшие офицеры         | Старшие офицеры         | Младшие офицеры   | Младшие офицеры   | Младшие офицеры | Младшие офицеры   |
| ----------------------- | ------- | ------------- | ------------- | ------------------------ | ----------------------- | ----------------------- | ----------------- | ----------------- | --------------- | ----------------- |
| Погон                   |         |               |               |                          |                         |                         |                   |                   |                 |                   |
| Азербайджанское звание  | Admiral | Vitse-Admiral | Kontr-Admiral | Birinci Dərəcəli Kapitan | İkinci Dərəcəli Kapitan | Üçüncü Dərəcəli Kapitan | Kapitan-Leytenant | Baş Leytenant     | Leytenant       | Kiçik Leytenant   |
| Российское соответствие | Адмирал | Вице-адмирал  | Контр-адмирал | Капитан 1-го ранга       | Капитан 2-го ранга      | Капитан 3-го ранга      | Капитан-лейтенант | Старший лейтенант | Лейтенант       | Младший лейтенант |

#### Матросы и младший командный состав
| Категории                | Матросы | Матросы        | Старшины               | Старшины               | Старшины         | Старшины                     | Мичманы | Мичманы        |
| ------------------------ | ------- | -------------- | ---------------------- | ---------------------- | ---------------- | ---------------------------- | ------- | -------------- |
| Погон                    |         |                |                        |                        |                  |                              |         |                |
| Шеврон                   | нет     |                |                        |                        |                  |                              |         |                |
| Азербайджанское звание   | Dənizçi | Baş Dənizçi    | Üçüncü Starşina        | İkinci Starşina        | Birinci Starşina | Kiçik miçman                 | Miçman  | Baş Miçman     |
| Российского соответствие | Матрос  | Старший матрос | Старшина второй статьи | Старшина первой статьи | Главный старшина | Главный корабельный старшина | Мичман  | Старший мичман |